# Pieter Aspe
Pour les articles homonymes, voir Aspe.
Pieter Aspe, nom de plume de Pierre Aspeslag, né le 3 avril 1953 à Bruges (province de Flandre-Occidentale) et mort le 1er mai 2021 dans la même ville, est un écrivain, scénariste de bande dessinée et éditeur belge de langue néerlandaise.

## Biographie
Il fait ses études secondaires au Sint-Leocollege de Bruges. Il entame à l'université de Gand des études de sociologie qu'il abandonne aussitôt pour se marier.
Ensuite il exerce de nombreux métiers : éducateur, négociant en vins, vendeur en grains et céréales, employé dans une entreprise textile et dans une caisse de mutualité, saisonnier à la police maritime, photographe et enfin concierge de la célèbre basilique du Saint-Sang de Bruges, fonction qu'il occupe 12 ans pendant lesquels il se met à écrire pour se changer les idées. 
En 1976, il est candidat non élu au conseil communal de la ville de Bruges sur une liste Chrétiens démocrates.
Après la publication de son premier roman en 1995, il se consacre entièrement à l'écriture, sortant avec régularité un puis deux livres par an.
Il vivait à Blankenberge.
Début août 2006, il est victime d'une crise cardiaque ayant nécessité une lourde opération. Une polémique nait, son cardiologue lui ayant interdit de fumer mais l'ayant autorisé à boire, avec modération, la bière préférée de son héros Van In.

### Collaboration avec Marec
Il est un ami du dessinateur de presse Marec. Le dessinateur a envie de faire un roman graphique sérieux sur le thème l'artiste et sa muse et pense qu'Aspe et son épouse Bernadette feraient un bon sujet. Cependant, le 31 août 2016, elle meurt d'un cancer du poumon et Marec abandonne son projet. Aspe tient à lui écrire un hommage et Marec lui parle de son projet initial qu'il entérine. Il leur faut néanmoins du temps avant de trouver le juste ton, par deux fois ils recommencent. Leur ouvrage suivant intitulé Bea, Afscheid Van Een Muze [Béa, la séparation d'une muse] de septembre 2017, revient sur la relation de 13 ans des époux Aspe. L'ouvrage conte la première rencontre, leur amour et comment la mort a mis fin à tout. Les parties écrites sont racontées du point de vue de Pieter Aspe, tandis que les pages illustrées racontent la version de Bernadette de l'histoire.
Un an plus tard, le 3 avril 2018, Aspe et Marec fondent la maison d'édition Aspe pour leurs futures productions. L'entreprise est située dans l'annexe de la librairie, café-bar De Loge, dans la rue Saint-Jacques à Bruges. Le 2 décembre 2019, ils publient un nouveau roman graphique, Dossier van de Duivel, une histoire inspirée d'une anecdote réelle. Au cours de l'été 1890, une femme nue est arrêtée à Bruges. Elle montre des signes de maladie mentale et sera identifiée plus tard comme étant la courtisane Berthe de Courrière. Elle affirme qu'elle s'est enfuie du domicile d'un prêtre local qui a un comportement à scandale. Aspe se sert de ces événements et tisse un passionnant réseau d'intrigues, qui se déroule à Bruges à la fin du XIXe siècle. Dans la fiction, Berthe participe à des messes sataniques pendant lesquelles des viols ont lieu.

### Décès
Après avoir connu plusieurs problèmes de santé, il meurt le 1er mai 2021 à Bruges, à l'âge de 68 ans. 

### Vie privée
Devenu veuf en 2016, il s'est remarié début 2019. Il a deux filles d'un précédent mariage.

## Œuvre

### Les Enquêtes du commissaire Van In
Pieter Aspe est devenu célèbre grâce à la série des enquêtes du commissaire Van In. Celles-ci mettent en scène les sympathiques policiers Pieter Van In et son adjoint Guido Versavel, ainsi que la substitute Hannelore Martens, qui s'éprend de Van In dans le premier roman. La plupart des histoires se déroulent à Bruges et sont l'occasion de découvrir la ville, ses arcanes et sa vie sociale.
Les dix premiers volumes ont été l'objet d'une série télévisée, Aspe, de la chaîne flamande VTM. La deuxième saison de cette série ne se base plus sur les livres, mais reste toujours sous la supervision de l'auteur : Épisodes, distribution, vidéos.
Plus de 3 millions de ses livres ont été vendus.
Œuvres traduites en français
| Het vierkant van de wraak, Anvers, Manteau, 1995    | Le Carré de la vengeance (trad. du néerlandais de Belgique), Paris, Albin Michel, coll. « Carré Jaune », 2008, 336 p. (ISBN 978-2-226-18387-3)    |
| De midasmoorden, Anvers, Manteau, 1996              | Chaos sur Bruges (trad. du néerlandais de Belgique), Paris, Albin Michel, coll. « Carré Jaune », 2008, 304 p. (ISBN 978-2-226-18868-7)            |
| (nl) De kinderen van Chronos, Anvers, Manteau, 1997 | Les Masques de la nuit (trad. du néerlandais de Belgique), Paris, Albin Michel, coll. « Carré Jaune », 2009, 320 p. (ISBN 978-2-226-19089-5)      |
| (nl) De vierde gestalte, Anvers, Manteau, 1998      | La Quatrième Forme de Satan (trad. du néerlandais de Belgique), Paris, Albin Michel, coll. « Carré Jaune », 2009, 350 p. (ISBN 978-2-226-19241-7) |
| (nl) Het Dreyseincident, Anvers, Manteau, 1999      | Le Collectionneur d'armes (trad. du néerlandais de Belgique), Paris, Albin Michel, coll. « Carré Jaune », 2009, 304 p. (ISBN 978-2-226-19418-3)   |
| (nl) Blauw bloed, Anvers, Manteau, 2000             | De sang royal (trad. du néerlandais de Belgique), Paris, Albin Michel, coll. « Carré Jaune », 2010, 299 p. (ISBN 978-2-226-21501-7)               |
| (nl) Dood tij, Anvers, Manteau, 2000                | La Mort à marée basse (trad. du néerlandais de Belgique), Paris, Albin Michel, coll. « Carré Jaune », 2010, 299 p. (ISBN 978-2-226-21860-5)       |
| (nl) Zoenoffer, Anvers, Manteau, 2001               | Le Tableau volé (trad. du néerlandais de Belgique), Paris, Albin Michel, coll. « Carré Jaune », 2011, 282 p. (ISBN 978-2-226-22965-6)             |
| (nl) Vagevuur, Anvers, Manteau, 2001                | Pièce détachée (trad. du néerlandais de Belgique), Paris, Albin Michel, coll. « Carré Jaune », 2011, 299 p. (ISBN 978-2-226-23829-0)              |
| (nl) De vijfde macht, Anvers, Manteau, 2002         | Coup de pub, Paris, Albin Michel, coll. « Carré Jaune », 2012, 298 p. (ISBN 978-2-226-24290-7)                                                    |
| (nl) Onder valse vlag, Anvers, Manteau, 2002        | Le Message du pendu (trad. du néerlandais de Belgique), Paris, Albin Michel, coll. « Carré Jaune », 2012, 295 p. (ISBN 978-2-226-24438-3)         |
| Pandora, Anvers, Manteau, 2003                      | L’Affaire du tarot (trad. du néerlandais de Belgique), Paris, Albin Michel, coll. « Carré Jaune », 2013, 285 p. (ISBN 978-2-226-24840-4)          |
| 13, Anvers, Manteau, 2003                           | 13 (trad. du néerlandais de Belgique), Paris, Albin Michel, coll. « Carré Jaune », 2013, 285 p. (ISBN 978-2-226-25204-3)                          |
| Tango, Anvers, Manteau, 2004                        | Dernier tango à Bruges (trad. du néerlandais de Belgique), Paris, Albin Michel, coll. « Carré Jaune », 2014, 292 p. (ISBN 978-2-226-25815-1)      |
| (nl) Onvoltooid verleden, Anvers, Manteau, 2004     | La Femme tatouée (trad. du néerlandais de Belgique), Paris, Albin Michel, coll. « Carré Jaune », 2014, 295 p. (ISBN 978-2-226-31233-4)            |
| Casino, Anvers, Manteau, 2005                       | Faites vos jeux (trad. du néerlandais de Belgique), Paris, Albin Michel, coll. « Carré Jaune », 2015, 296 p. (ISBN 978-2-226-32081-0)             |
| (nl) Ontmaskerd, Anvers, Manteau, 2005              | Bas les masques (trad. du néerlandais de Belgique), Paris, Albin Michel, coll. « Carré Jaune », 2016, 312 p. (ISBN 978-2-226-39217-6)             |
| (nl) Zonder spijt, Anvers, Manteau, 2006            | Regrets éternels, Paris, Albin Michel, coll. « Carré Jaune », 2018 (ISBN 978-2-226-39218-3)                                                       |
| Alibi, Anvers, Manteau, 2006                        | Alibi, Paris, Albin Michel, coll. « Carré Jaune », 2021                                                                                           |

Œuvres non traduites en français
| Rebus, Anvers, Manteau, 2007               |
| Op drift, Anvers, Manteau, 2007            |
| De zevende kamer, Anvers, Manteau, 2008    |
| Bankroet, Anvers, Manteau, 2008            |
| Misleid, Anvers, Manteau, 2009             |
| De Cel, Anvers, Manteau, 2009              |
| De Vijand, Anvers, Manteau, 2010           |
| Erewoord, Anvers, Manteau, 2010            |
| Postscriptum, Anvers, Manteau, 2011        |
| Solo, Anvers, Manteau, 2011                |
| Eiland, Anvers, Manteau, 2012              |
| Min 1, Anvers, Manteau, 2012               |
| Het laatste bevel, Anvers, Manteau, 2013   |
| Het Janussyndroom, Anvers, Manteau, 2013   |
| (Pijn)³, Anvers, Manteau, 2014             |
| Zonder voorschrift, Anvers, Manteau, 2014  |
| De Doos, Anvers, Manteau, 2015             |
| Het oor van Malchus, Anvers, Manteau, 2015 |

### Autres ouvrages
Il est également l'auteur de deux livres pour les adolescents (Bloedband: roman d'aventures qui traite de l'amitié et évoque le massacre de Srebrenica et Luchtpost qui se déroule en Afrique avec les mêmes personnages) et de deux autres romans.

## Prix et distinctions
- 2001 : Prix Hercule Poirot (nl) pour Zoenoffer (Le Tableau volé) ;
- 2002 : Signet d'Or du magazine Humo (nl) pour De vijfde macht [« Coup de pub »] ;
- 2010 : Hercule Poirot Lifetime Award pour l'ensemble de son œuvre.